# Янгер и Янгер
«Янгер и Янгер» (англ. Younger and Younger) — кинофильм 1993 года, снятый режиссёром Перси Адлоном, с Дональдом Сазерлендом в главной роли.

## Сюжет
История о странном человеке Джонатане Янгере, владельце предприятия, которое поддерживает на плаву лишь его супруга Пенни. Сам же Джонатан живёт в мире собственных иллюзий, всё его внимание приковано к сыну Уинстону, которого он видит продолжателем своего дела. Но однажды действительность разрушает иллюзию — у жены Джонатана не выдерживает сердце.

## В ролях
- Дональд Сазерленд — Джонатан Янгер
- Лолита Давидович — Пенни Янгер
- Брендан Фрэйзер — Уинстон Янгер
- Салли Келлерман — Зиг-Заг Лилиан
- Джулия Делпи — Мелоди

## Награды
- Международный кинофестиваль фантастических фильмов в Брюсселе (1994)
«Золотой ворон» — Перси Адон
- Международный кинофестиваль в Токио (1993)
Лучшая актриса — Лолита Давидович